# Chabria bistrimaculata
Chabria bistrimaculata es un coleóptero de la familia Chrysomelidae.
Fue descrita científicamente en 2005 por Medvedev.